# Anomopterella coalita
Anomopterella coalita  (лат.) — ископаемый вид перепончатокрылых насекомых из семейства Anomopterellidae (Evanioidea). Обнаружены в юрских отложениях Центральной Азии (около 160 млн лет; Daohugou Village, Shantou Township, Ningcheng County, Внутренняя Монголия, Китай).

## Описание
Мелкие наездники: длина тела 6—7 мм, длина переднего крыла более 5 мм. Глаза крупные. Жилка Rs между 2r-rs и 3r-m длинная. Rs начинается отдалённо от птеростигмы, 1r-rs отсутствует. Ячейка cu-a интерстициальная. От близкого вида Anomopterella ampla отличается вытянутым треугольным первым метасомальным сегментом (соотношение его длины и ширины от 1,2 до 1,6), а от вида Anomopterella gobi более крупными размерами и отдалённым от птеростигмы расположением жилки Rs.
Переднее крыло с жилкой Rs+M достигающей 1m-cu. Усики толстые. Проподеум длинный.
Мезонотум с поперечными килями. Передние крылья с широкой костальной областью. Жилка 2r-rs соединяется с птеростигмой апикально; имеются только одна поперечная жилка r-m (3r-m) и две ячейки mcu. Первый метасомальный сегмент базально суженный. Яйцеклад короткий.
Вид был впервые описан по отпечаткам в 2013 году российским палеоэнтомологом Александром Павловичем Расницыным (ПИН РАН, Москва) и его китайскими коллегами (Longfeng Li,  Chungkun Shih, Dong Ren; College of Life Sciences, Capital Normal University,  Пекин, Китай). Видовое название дано по особенностям жилкования крыльев: ячейка cu-a интерстициальная («coalita» — объединённая).